# Siebera heterophylla
Siebera heterophylla är en flockblommig växtart som beskrevs av George Bentham. Siebera heterophylla ingår i släktet Siebera och familjen flockblommiga växter. Inga underarter finns listade i Catalogue of Life.